# Daltempel

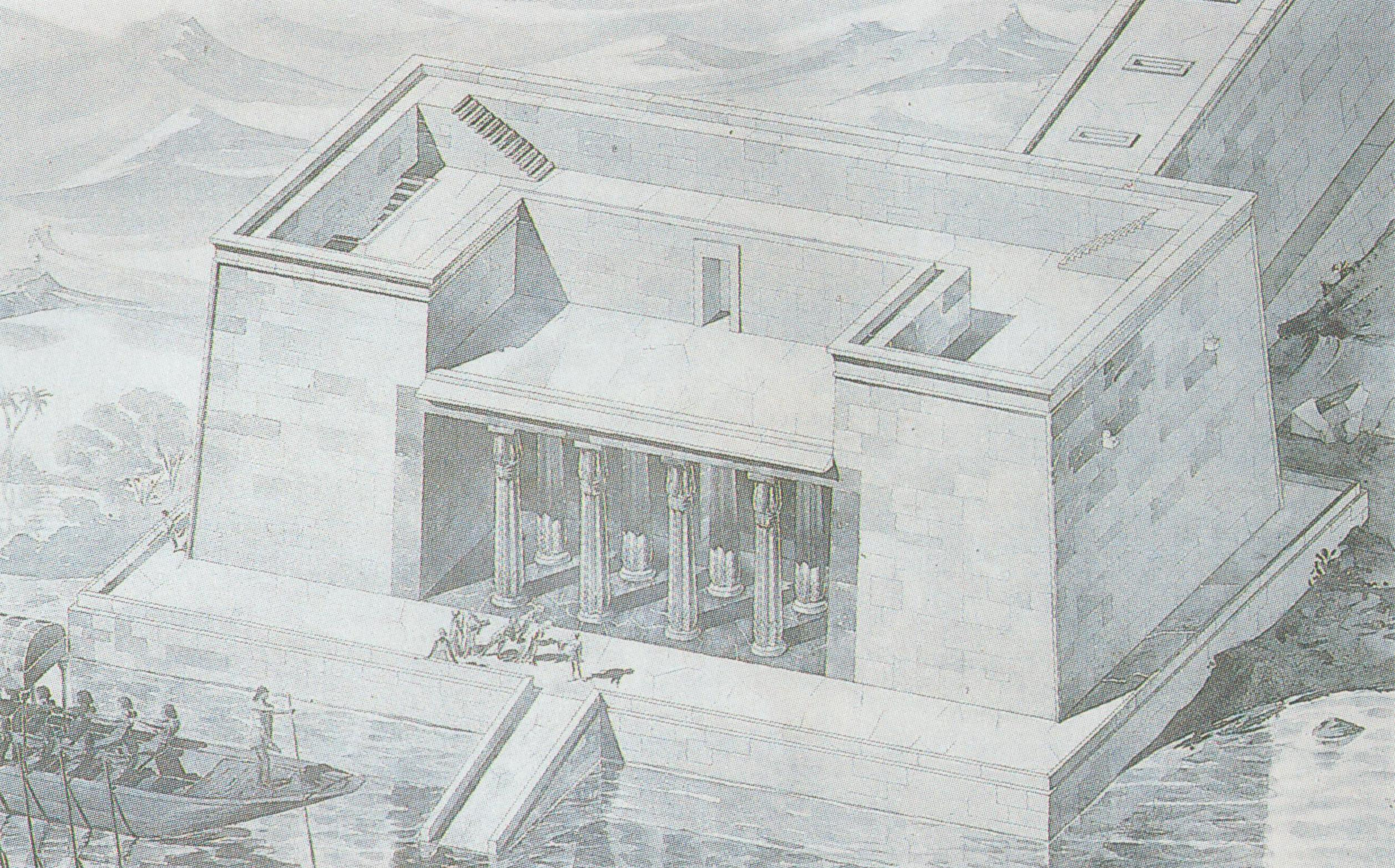
Gereconstrueerde daltempel van farao Sahure, 5e dynastie van Egypte.

Een daltempel is een onderdeel van het oud-Egyptische piramidecomplex, dat werd gebouwd tussen het Oude Rijk tot aan het begin van het Nieuwe Rijk. 

## Historie
Vanaf de 4e dynastie onder farao Snofroe tot aan het begin van de 18e dynastie onder Ahmose I was de daltempel een vast onderdeel van het piramidecomplex. De daltempel speelde ook een rol in de Egyptische zonnetempels uit de 5e dynastie. 
Na de dood van Ahmose I werden er geen piramiden meer gebouwd, de piramide en de daltempel werden niet meer gebouwd. De doden werden begraven in het Dal der Koningen in de buurt van de berg el-Qurna, die lijkt op een piramide. 

## Omschrijving

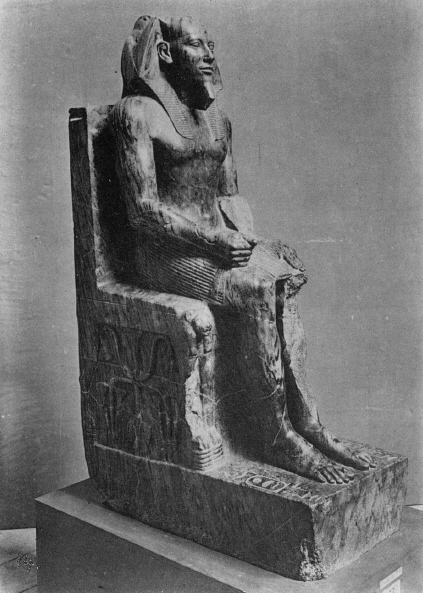
standbeeld van Chafre (Chephren)

De daltempel was benaderbaar via de Nijl via een kanaal, boten konden aanmeren bij het gebouw. Het gebouw was van steen of van tichel gebouwd en bevatte vaak een aantal pilaren en standbeelden van de overleden koning. Het gebouw bood toegang tot het piramidecomplex. Via een lange overdekte gang liep het naar de dodentempel vlak bij de piramide. 
Het gebouw had ook een symbolische functie: het was een portaal van de aardse wereld naar het hiernamaals. 

## Voorbeelden
Enkele voorbeelden.

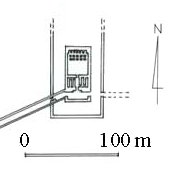
Daltempel van Snofroe, 4e dynastie.
daltempel van Chafra (Chephren), 4e dynastie.
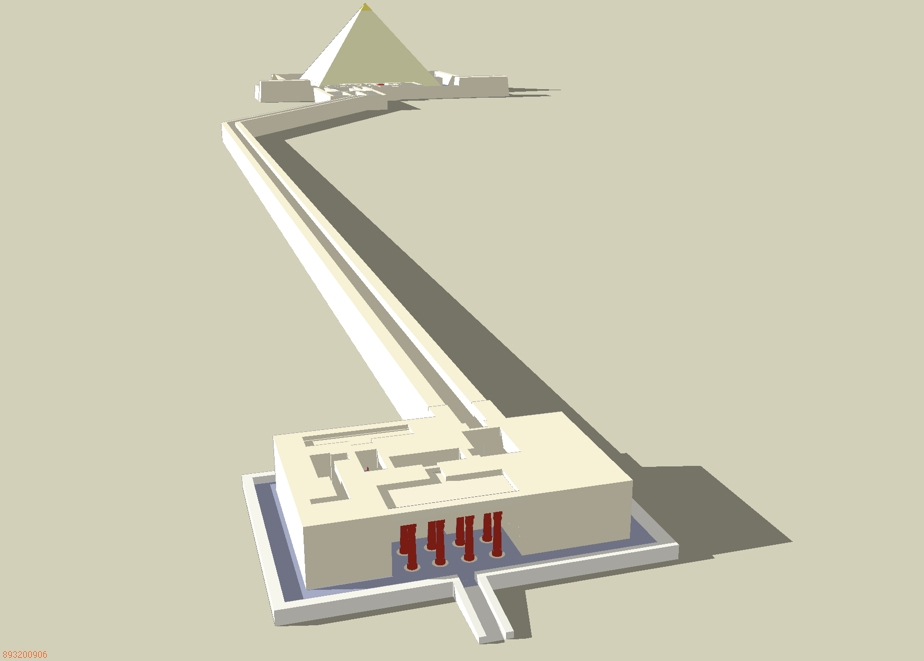
daltempel van Nioeserre, 5e dynastie.
Daltempel van de zonnetempel van Oeserkaf, 5e dynastie.